# Nano de Jerez
Cayetano Fernández González, cantaor flamenco conocido como Nano de Jerez de familia de cantaores. Nacido en  Jerez en 1948. 

## Biografía
Es hijo de Juan Fernández, Tío Juane de la Fragua, y de María González.
Fue llamado como testigo en el asesinato de Juan Holgado (caso Padre Coraje).

## Carrera musical
Se inicia en su tierra natal con los espectáculos «Jueves Flamencos», bajo la dirección del guitarrista Manuel Morao en su tierra natal.
Acompañó a Antonio Mairena en el último álbum que este grabó.
En 1977 graba su primer disco, acompañado a la guitarra por Félix de Utrera y Jose Luis Postigo, realizando a continuación una gira por Japón. En 1980, en el Concurso Nacional de Arte Flamenco de Córdoba, consigue el Premio Niña de los Peines, por bulerías.
Hacia 1991, inicia una gira por Nueva York junto a Paco Asensio. 
En 1994, Nano de Jerez triunfa en la Peña Flamenca «El Garbanzo», de Jerez, una entidad que le impone su insignia de oro por su trayectoria artística. En este mismo año, Nano forma parte también del elenco de «El Encuentro: El Son Cubano y el Flamenco».

## Estilo
El palo en el que este jerezano destaca, no podía ser de otra manera dado su lugar de nacimiento, es la bulería, aunque son también memorables sus interpretaciones por soleá o siguiriya.